# Симон Мисик
Симон Мисик (на английски: Simone Missick) е американска филмова и телевизионна актриса. Тя играе Мисти Найт в сериала „„Люк Кейдж““.

## Биография и кариера
Симон Мисик (рождено име Симон Кук) е родена на 19 януари 1982 г. в Детройт, Мичигън. Мисик завършва Университета Хауърд през 2003 г. Омъжва се за актьора Дориан Мисик на февруари 2012 г.
През 2012 г. Мисик играе ролята на Елис в телевизионния филм „Вкусът на Романтика“. През 2014 г. се появява в сериала „Рей Донован“.
Симон участва с главна роля в сериала на Марвел и Netflix, „Люк Кейдж“ като Мерседес „Мисти“ Найт.

## Филмография

### В киното
- 2003 „Епикурейците“
- 2008 „Пътят към Сънданс“
- 2009 „К-Таун“
- 2009 „Брадърлии“
- 2011 „Разгледайте Отново“
- 2012 „Вкусът на Романтиката“
- 2012 „Гласова поща“
- 2013 „Дъглас У“
- 2015 „Черна Карта“[3]
- 2018 Jinn

### В телевизията
- 2014 „Рей Донован“
- 2014 „Всичко, което грешно съм направил през моите 20“
- 2015 „Скандал“
- 2016 „Уейуърд Пинс“
- 2016 – 2018 „Люк Кейдж“
- 2017 „Защитниците“
- 2018 „Железният Юмрук“